# Бошњачка демократска странка Санџака
Бошњачка демократска странка Санџака (БДСС) (бошњ. Bošnjačka demokratska stranka Sandžaka (BDSS)), је једна од политичких странака санџачких Бошњака. 

## Оснивање
Основана је 15. јуна 1996. године у Новом Пазару. Оснивач и предсједник странке је Есад Џуџевић. Бошњачка демократска странка Санџака заједно са Странком демократске акције Санџака, Социјално либералном партијом Санџака, Либерално бошњачком организацијом и Реформском демократском странком Санџака, септембра 1996. године оснива коалицију Листа за Санџак.

## Историја
Од одржавања савезних и локалних избора децембра 1996. године, БДСС партиципира у локалној власти у санџачким општинама. Тако предсједник странке Есад Џуџевић након ових избора, на основу коалиционог споразума, бива изабран за првог демократског предсједника локалне владе у Тутину, те ту функцију обавља до 2004. године.
На савезним изборима септембра 2000. године, на основу коалиционог споразума БДСС-а и ДОС-а, који је предводио Зоран Ђинђић, предсједник странке Есад Џуџевић је изабран за савезног посланика у Вијећу република у парламенту СРЈ. Нешто касније, на приједлог предсједника СРЈ Војислава Коштунице, јуна 2002. године, Есад Џуџевић изабран је за члана Уставне комисије за израду уставне повеље Државне заједнице Србија и Црна Гора. 
Незадовољан уставним рјешењима у уставној повељи у погледу имплементације принципа европског регионализма на примјеру Санџака, даје оставку на чланство у комисији. На парламентарни изборима децембра 2003. године, на основу споразума са ДС, предсједник странке Есад Џуџевић се бира за народног посланика на листи ДС. У том сазиву Народне скупштине водио је Одбор за међунационалне односе. 
На парламентарним изборима јануара 2007. године, предсједник странке Есад Џуџевић изабран је за народног посланика на мањинској изборној листи испред коалиције Листа за Санџак. У овом сазиву, Есад Џуџевић је изабран за потпредсједника Народне скупштине испред посланичког клуба мањина, који је први пут формиран у парламенту. БДСС дјелује од 2000. године и у Црној Гори, гдје има одборнике у локалном парламенту општине Рожаје. Због кршења права да учествује на локалним изборима у Црној Гори 2001. године, БДСС води судски поступак против државе Црне Горе пред Европским судом за људска права у Стразбуру. 
Предсједник БДСС Есад Џуџевић је на основу учешћа на Електорској скупштини за избор Бошњачког националног вијећа, 6. септембра 2003. године, изабран за првог предсједника Извршног одбора овог органа мањинске самоуправе санџачких Бошњака у Државној заједници Србија и Црна Гора, касније у Републици Србији. У овом периоду, санџачки Бошњаци су изборили право на национални идентитет и озаконили су бошњачку националну заставу, бошњачки језик као један од десет мањинских језика у Србији на основу Закона о ратификацији Европске повеље о мањинским и регионалним језицима и право на изучавање бошњачког језика са елементима националне културе у основним школама у Санџаку, гдје чине већину. Бошњачки језик је добио статус службеног језика у Тутину, Новом Пазари и Сјеници, 2002. године.
Основане су и установљене бројне културне институције и манифестације, установљени национални празници Бошњака, као и националне бошњачке награде, основани су часописи и листови, започела је изградња зграде Центра за бошњачке студије у Тутину. Установљена је богата издавачка дјелатност у оквиру ЦБС, гдје је за непуне двије године штампано преко 35.000 примјерака књига. Бошњачка демократска странка Санжака залаже се за сарадњу са свим демократским странкама, државним институцијама и странкама и удружењима других мањинских народа у земљи на путу остварења људских и мањинских права санџачких Бошњака. Такође се залаже за институционално повезивање Бошњака на простору Балкана.